# マリア・フランツィスカ・フォン・トラップ
マリア・フランツィスカ・フォン・トラップ（Maria Franziska von Trapp、1914年9月28日 - 2014年2月18日）は、オーストリアの人物。ゲオルク・フォン・トラップの次女。
最期に関しては、異母弟（ゲオルクと後妻マリア・フォン・トラップの3人の子供のうち末子）のヨハネス・フォン・トラップ（Johannes von Trapp）が2014年2月23日、米CNNテレビに明かしたところによると、米北東部バーモント（Vermont）州の自宅で老衰のため99歳で亡くなった。